# Gjorslev
Gjorslev slot ligger i Holtug Sogn på Stevns. Det blev opført omkring 1396 af Roskildebispen Peder Jensen Lodehat. Slottet er udformet som en korsbygning med det ca. 30 meter høje tårn i midten. Byggematerialet er kalksten fra Stevns Klint. 
Gjorslev var i kirkens eje frem til reformationen 1536. Efter reformationen overtog kronen næsten alt kirkegods. Det blev skiftet til privat eje men købtes igen af kongen i 1678. 
År 1743 købte Christen Lindencrone Gjorslev, og fra 1793 til 1925 var slægten Scavenius ejere. 1925 solgte Scavenius godset til kammerherre Adolph Tesdorpf fra Falster, og 1940 blev det overtaget af kammerherre Edward Tesdorpf. Den nuværende ejer Jens Edward Tesdorpf. Godset er i dag på 1650 hektar, hvoraf 880 er landbrug, delt op mellem Gjorslev og Søholm avlsgårde. 770 ha er skov.

## Ejere af Gjorslev
- (2. halvdel af 1200-tallet) Rane Jonsen
- (1370 eller tidligere-1536) Roskilde Bispestol
- (1536-1540) Christian III
- (1540-1552) Peder Svave
- (1552-ca.1571) Else Mouritzsdatter Skave
- (1571-1630) Familien Svave
- (1630-1646) Just Høg
- (1646-1664) Stygge Høg
- (1664-1674) Joachim Irgens
- (1675-1678) Joachim Irgens' dødsbo
- (1678-1743) Kronen (Charlotte Amalie af Hessen-Kassel 1678-1714, derefter Frederik IV)
- (1743-1772) Christen Lintrup (Christen Lindencrone)(adlet som Christian de Lindencrone)
- (1772-1793) Johan Frederik de Lindencrone
- (1793-1820) Jacob Brønnum Scavenius
- (1820-1868) Peder Brønnum Scavenius
- (1868-1915) Jacob Frederik Scavenius
- (1915-1924) Frederik Scavenius (Julius Frederik Christian Scavenius)
- (1924-1925) Frederik Scavenius' dødsbo
- (1925-1929) Adolph Tesdorpf
- (1929-1940) Enkefru Tesdorpf
- (1940-1970) Edward Tesdorpf
- (1970-2018) Peter Henrik Tesdorpf
- (2018-        ) Jens Edward Tesdorpf